# Aprifrontalia mascula
Aprifrontalia mascula is een spinnensoort in de taxonomische indeling van de hangmatspinnen (Linyphiidae).
Het dier behoort tot het geslacht Aprifrontalia. De wetenschappelijke naam van de soort werd voor het eerst geldig gepubliceerd in 1879 door Ferdinand Karsch.